# Мотовилова, Марианна Ивановна
Марианна Ивановна Мотовилова (1929, Ленинград — 2012, Санкт-Петербург) — советский скульптор, художник детской игрушки.

## Биография
Ребёнком в войну потеряла близких и с детским домом отправилась в эвакуацию. Вернувшись в Ленинград, поступила на скульптурное отделение Ленинградского высшего художественно-промышленного училища имени В. И. Мухиной, где училась с известными скульпторами Львом Сморгоном и Львом Разумовским.
В Московском парке Победы на Фонтанном пруду расположена дипломная работа скульптора — бронзовая фигура «Мальчик, поймавший рыбку».

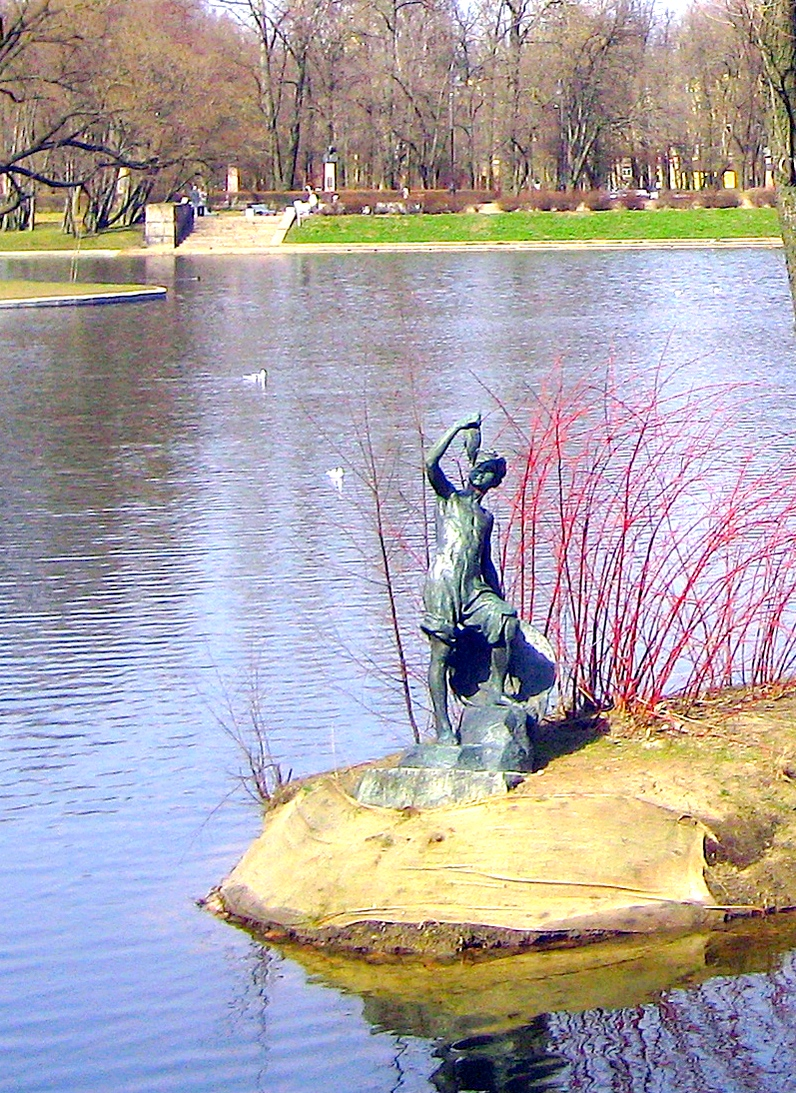
Скульптура "Мальчик с рыбкой"

По распределению после обучения Марианна Мотовилова отправилась в Ашхабад, но через год вернулась и вместе с сокурсниками начала работу на фабрике «Ленинградская игрушка». Производство в тот период переходило на новую технологию прессования из полиэтилена.
Мотовилова работала над отечественной игрушкой с начала 1960-х годов до конца 1970-х годов. Кукол скульптора выпускали Ленинградское производственное объединение «Игрушка» («Ленигрушка») и красноярская фабрика «Сибирская игрушка» («Сибигрушка»).
В 1980-х годах сотрудничала с научно-исследовательским институтом игрушки в Загорске.

## Признание
Награждена орденом Трудового Красного Знамени.

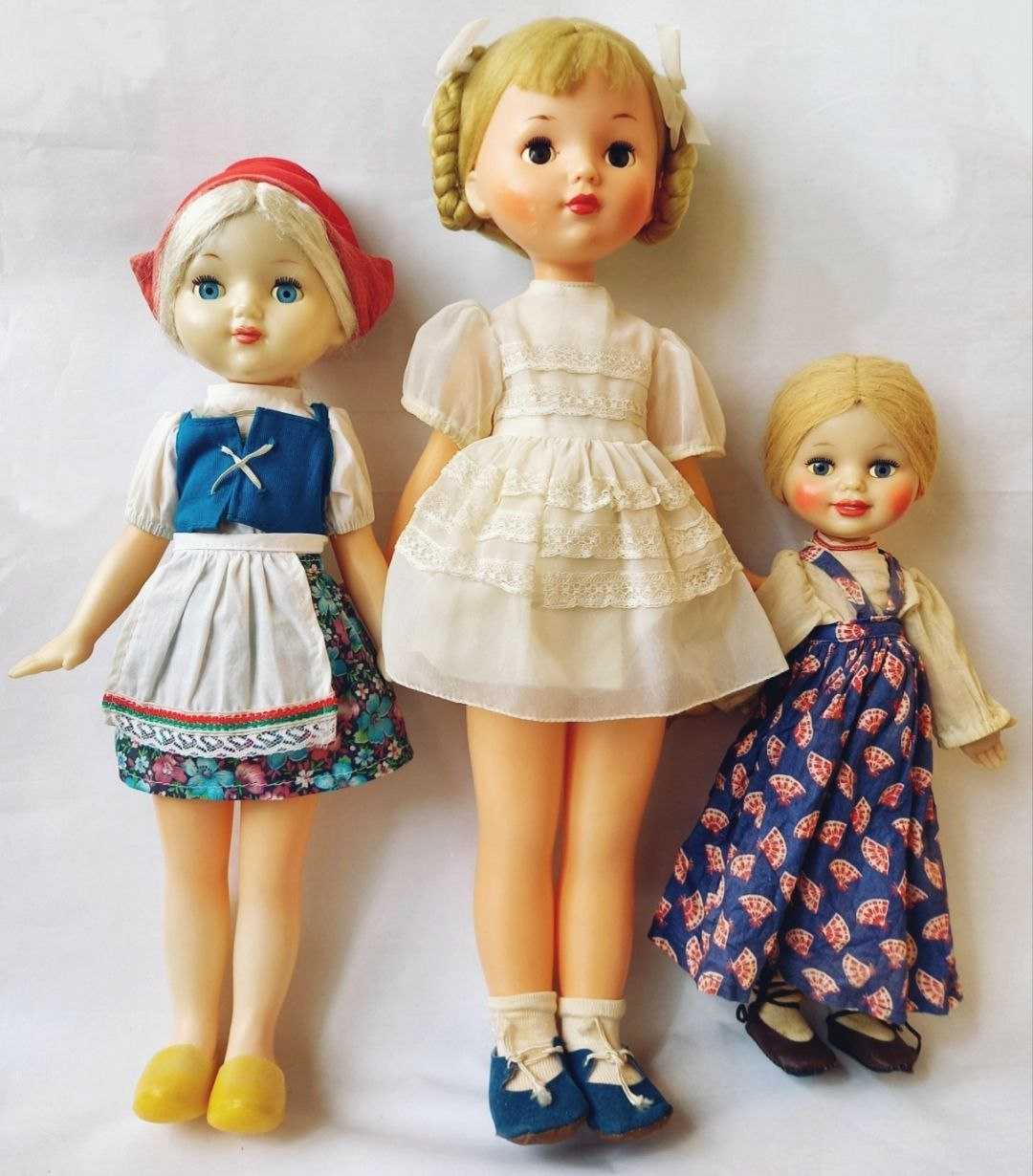
Куклы Марианны Мотовиловой Красная Шапочка, Вера и Маша

Композиции с куклами Марианны Мотовиловой печатались на открытках (издательство «Советский художник», Ленинград), ранняя версия Красной Шапочки изображалась на обёртке сладкой плитки «Привет».
Среди работ автора куклы-девочки (Таня, Оля, Дашенька, Вера, Люба, Сашенька, Лена) и куклы-сказочные героини (Мальвина, Красная Шапочка, Несмеяна). Коллекционеры отмечают характерность кукол Марианны Мотовиловой: тонкорукие и тонконогие девочки с удивленными, широко открытыми или прищуренными глазами.

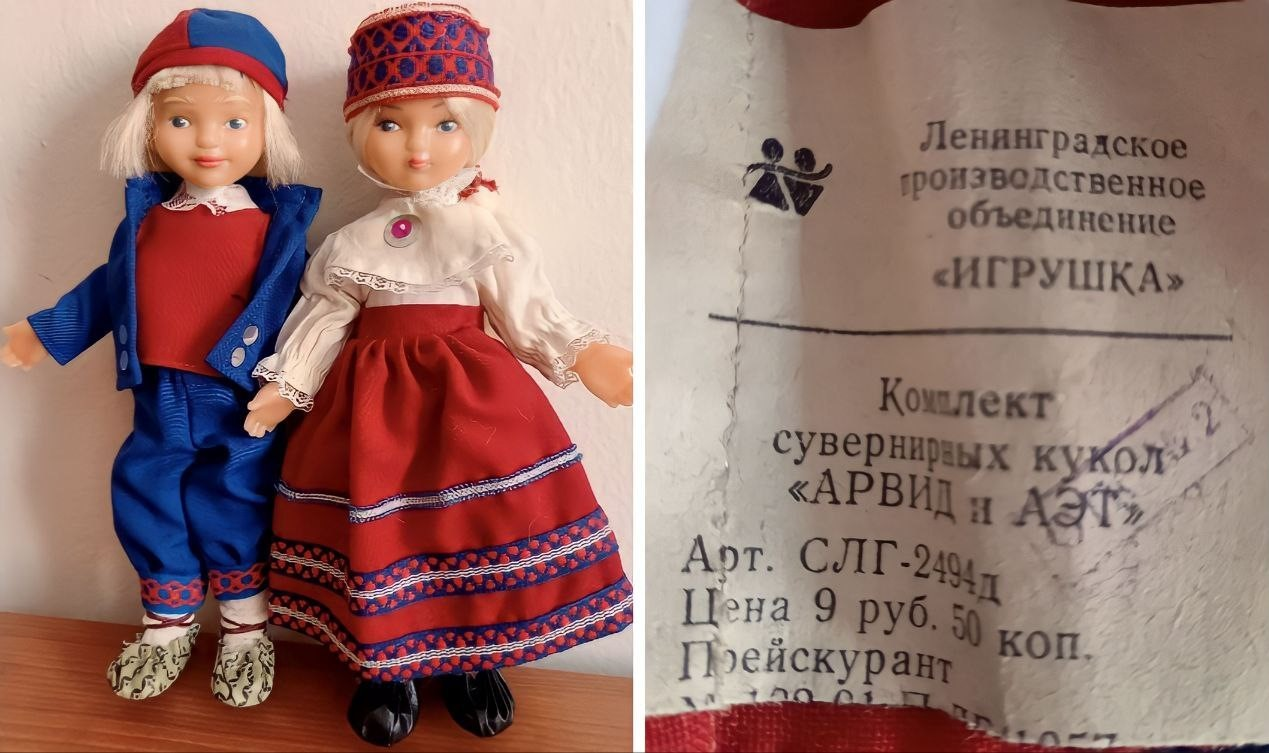
Сувенирные куклы Марианны Мотовиловой Арвид и Аэт

Сувенирные куклы Марианны Мотовиловой в национальных костюмах (Настенька, Маша), Снегурочка, а также парные куклы из серии, представляющей народы советских республик, приводятся в зарубежных каталогах сувенирных русских кукол. Для интуристов куклы продавались в валютном магазине «Берёзка».
В XXI веке кукол Мотовиловой называют произведениями искусства, они входят в собрания музеев и частных коллекций, экспонируются на выставках.